# Václav Raban
Václav Raban (6. listopadu 1920, Praha – 4. března 2000, Praha) byl český volejbalista, který reprezentoval Československo. S jeho reprezentací získal stříbrnou medaili na mistrovství Evropy v roce 1950. Za národní tým nastupoval v průběhu roku 1950. Hrál za kluby Sparta Praha (později Sokol Bratrství Sparta a Spartak Sokolovo) a Spartak Avia Čakovice. Ve sparťanském dresu strávil třináct let (1943–1956). Jeho nejlepším ligovým výsledkem se Spartou bylo 2. místo, dosáhl na něj čtyřikrát (1947, 1949, 1950, 1952). Po skončení hráčské kariéry se stal trenérem, vedl ženy ÚDA Praha, muže Spartaku Avia Čakovice, ženy Dynama Praha (Slavie) a ženy Tatranu Střešovice. Ženy ÚDA dovedl ke dvěma mistrovským titulům (1955, 1956), další čtyři získal se slávistkami (1959, 1962, 1963, 1965). Byl asistentem trenéra ženské reprezentace na mistrovství Evropy v roce 1975 (5. místo). Na vrcholové úrovni hrál též stolní tenis, Spartě pomohl k patnácti pingpongovým titulům mistra Československa v kategorii družstev. Po většinu života pracoval v podniku Avia Čakovice. Jako mnoho jiných hráčů své doby přičuchl k volejbalu nejprve v trampském prostředí, v osadě Tornádo u Mokropes.